# Kamil Mingazow
Kamil Mingazow (21 giugno 1968) è un ex calciatore turkmeno, di ruolo difensore.

## Carriera

### Nazionale
Ha debuttato in Nazionale nel 1992. Ha partecipato, con la Nazionale, alla Coppa d'Asia 2004.

## Palmarès

### Club

#### Competizioni nazionali
- Campionato di calcio del Turkmenistan: 6

Köpetdag Aşgabat: 1992, 1994, 1995, 1997-1998, 2000
Nisa Aşgabat: 2003
- Coppa del Turkmenistan: 4

Köpetdag Aşgabat: 1994, 1996, 1998-1999, 2000